# Epimecis amianta
Epimecis amianta là một loài bướm đêm trong họ Geometridae.